# Station Tel Aviv Hahagana
Station Tel Aviv-HaHagana (Hebreeuws: תחנת תל אביב ההגנה Taḥanat HaRakevet Tel Aviv HaHagana) is een treinstation in de Israëlische stad Tel Aviv.
Het is het zuidelijkste station van de Israëlische stad, 400 meter ten oosten van Centraal Busstation Tel Aviv.
Het station ligt onder de straat Derech HaHagana en tussen de Ayalon-snelweg. Het is het derde drukste station in Israël, na Savidor-Centraal en Tel Aviv Hasjalom. Station Tel Aviv-HaHagana ligt op het traject Beër Sjeva-Naharia.
Per dag trekt het station ongeveer 117.885 reizigers.
| Eindbestemming             | Vorig station  | Lijn                       | Volgend station   | Eindbestemming       |
| -------------------------- | -------------- | -------------------------- | ----------------- | -------------------- |
| Beër Sjeva Centraal        | Lod            | Beër Sjeva-Nahariya        | Tel Aviv Hasjalom | Naharia              |
| Asjkelon                   | Kfar Habad     | Ashkelon-Binyamina         | Tel Aviv Hasjalom | Binjamiena           |
| Risjon Letsion Harisjoniem | Lod Ganei Aviv | Harisjoniem - Hod Hasjaron | Tel Aviv Hasjalom | Hod Hasjaron Sokolov |